# 惡水盆地
惡水盆地（英語：Badwater Basin）是位於加利福尼亞州因約縣死亡谷國家公園的一個內流盆地，前身是全新世時期的曼利湖（Lake Manly）。海拔高度為-86公尺（-282.2英尺），因而成為北美洲的最低點。
盆地的命名由來是因為該內流盆地的水質鹽度過高而不能飲用，故而稱作「惡水」。不過盆地內也是有一些動植物生存，如植物海蓬子、小型水生昆蟲和當地特有的惡水蝸牛（學名：Assiminea infirma）。
該盆地並不會永久被水覆蓋，而是反覆蒸發循環，在反覆循環下讓鹽分形成六角蜂窩狀的結晶。
惡水盆地常被誤認為「西半球的最低點」，但實際上西半球最低點是位於阿根廷的德爾炭麗盆地（Laguna del Carbón），海拔高度為-105米（-344英尺）。

## 地理環境

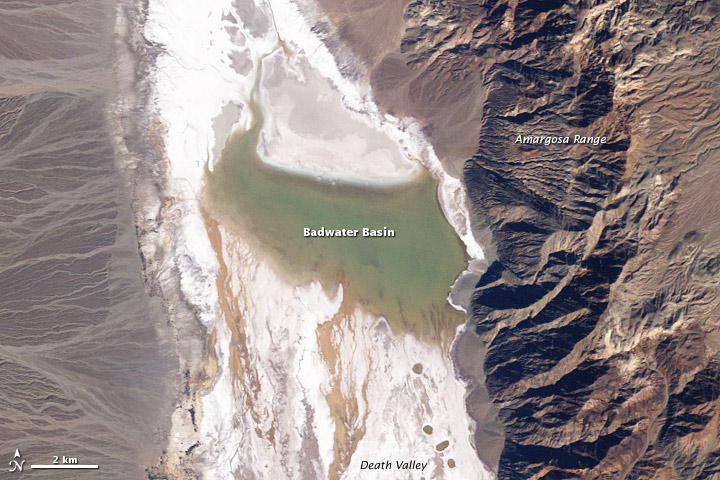
盆地降雨過後的衛星圖（攝於2005年）

惡水盆地常因為降雨和山區洪水而形成一些較淺的湖泊，但這些湖泊通常不會存在太久，因為盆地的平均年蒸發量（381厘米）遠超過平均年降雨量（4.8厘米）。然而，當盆地被水淹沒時，會有一些鹽溶解於水中，當水蒸發後，剩下的鹽會逐漸堆積形成六角蜂窩狀的結晶。
在盆地其中一處懸崖上，設置著「海平面」的牌子，因此成為盆地裡不少遊客拍照攝影的景點之一。

## 歷史

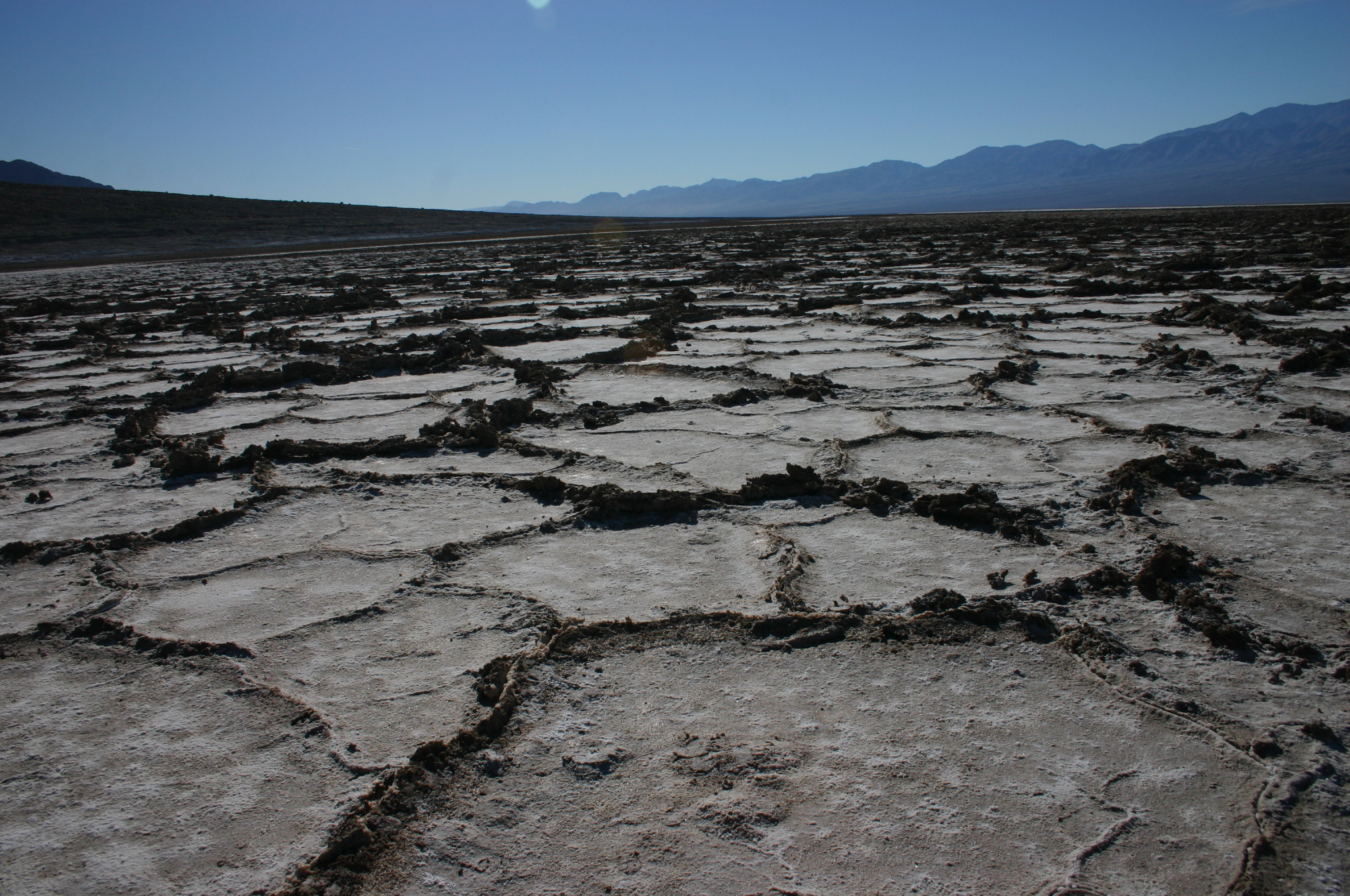
反覆蒸發循環下，乾掉的鹽分逐漸成為六角蜂窩狀

在全新世時期，當地氣候乾燥，在溪流的長期沖刷下讓死亡谷加深成一個深度約10公尺（30英呎）的峽谷，而岩石上的礦物質和鹽分則隨著水流一起堆積至盆地，因此在盆地裡形成一個130公里（80英里）長的曼利湖（Lake Manly）。
隨著氣候更加溫暖與降雨量減少，湖水開始漸漸蒸發和乾涸，而水中的鹽開始結晶，結晶厚度長達3英吋至五英吋。

## 更多圖片

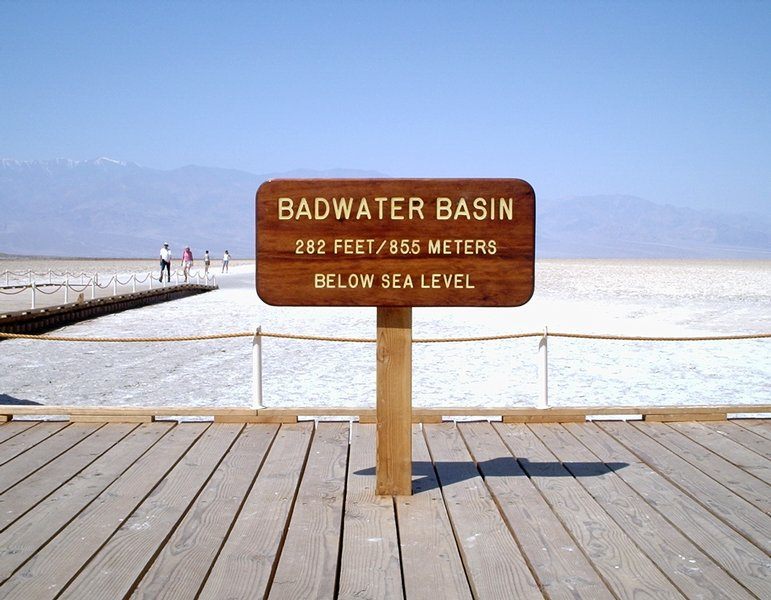
惡水盆地的海拔指標告示
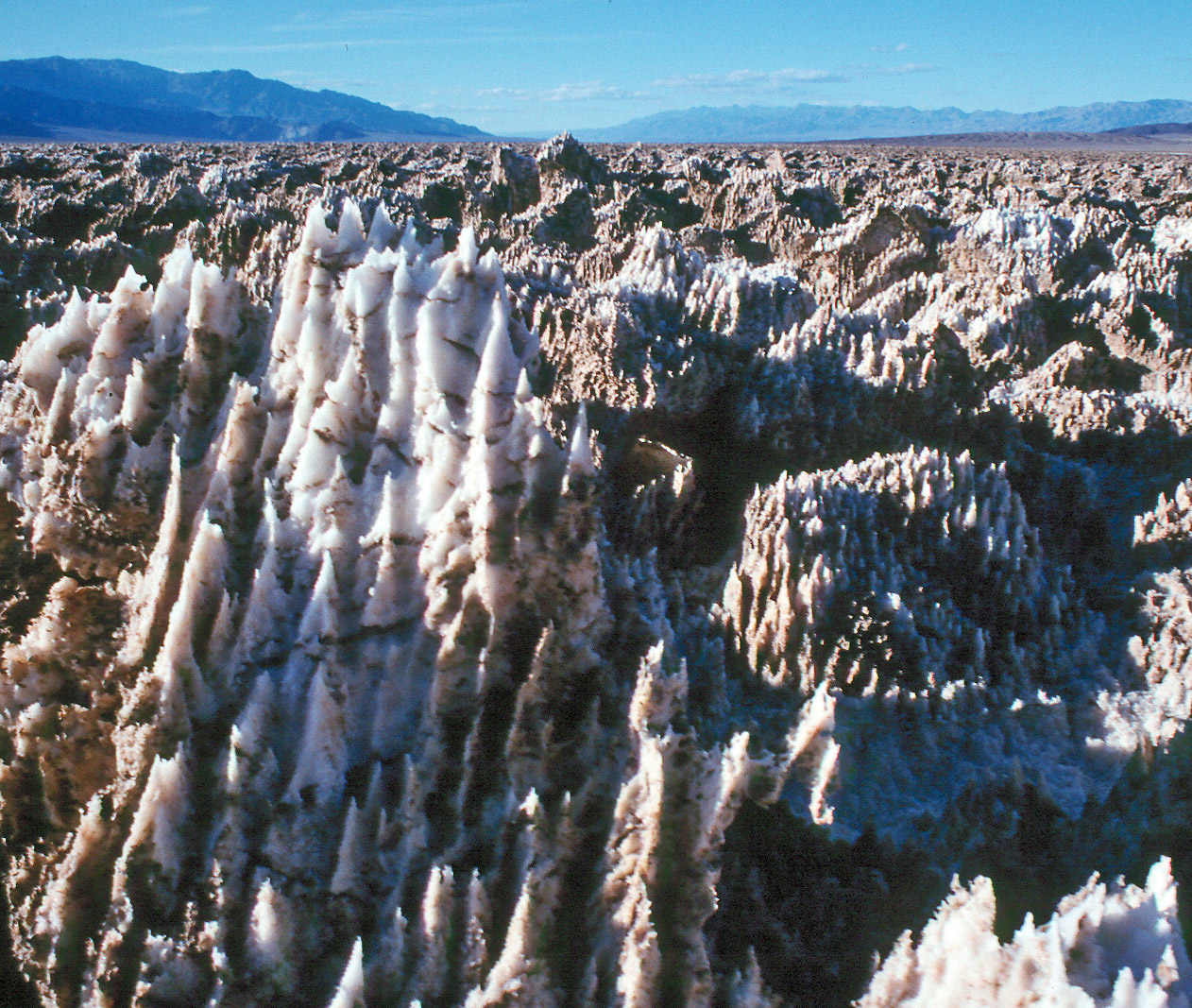
盆地一景
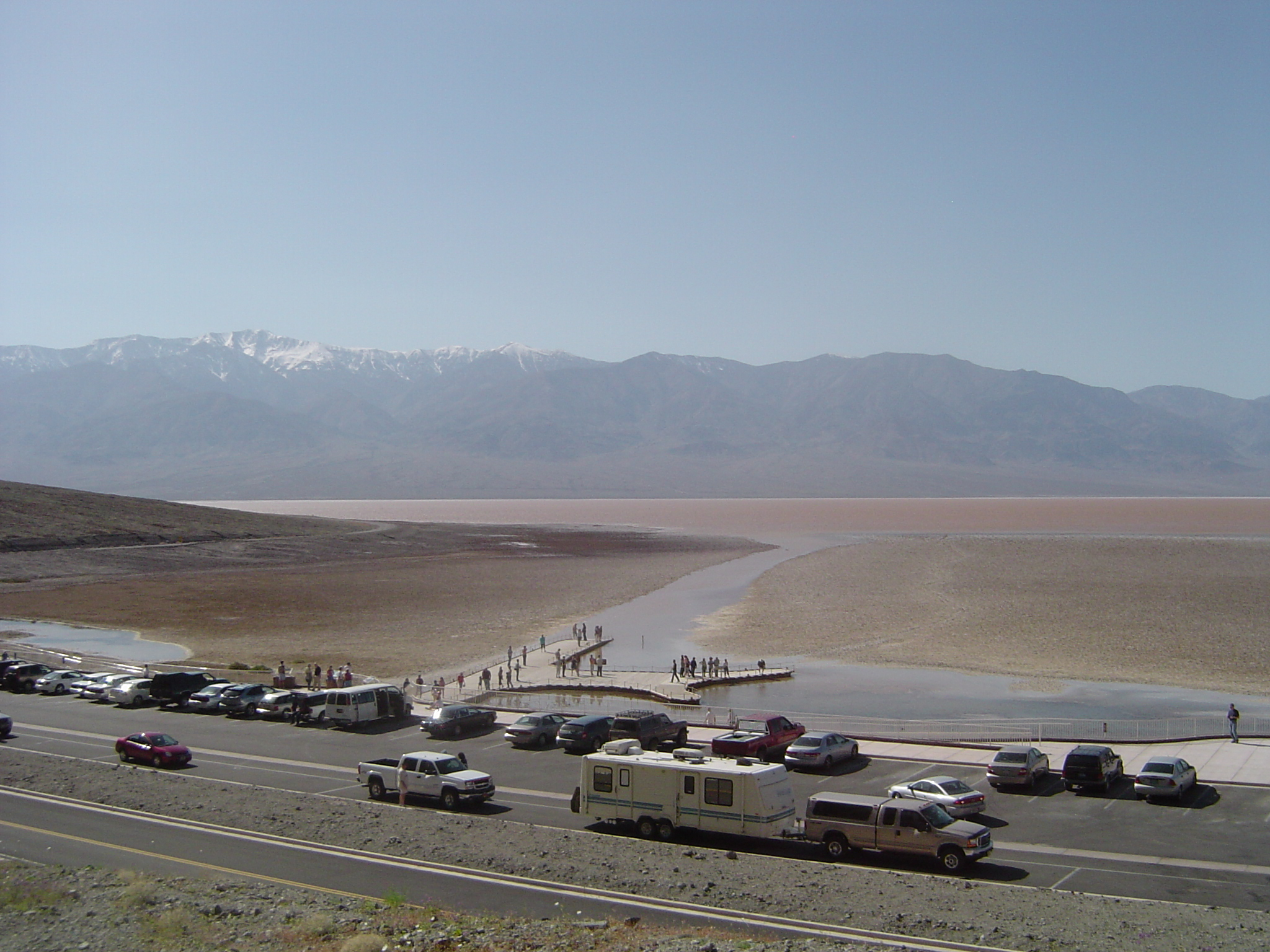
死亡谷一部份的旅遊區被盆地湖水短暫淹沒。（攝於2005年春天）
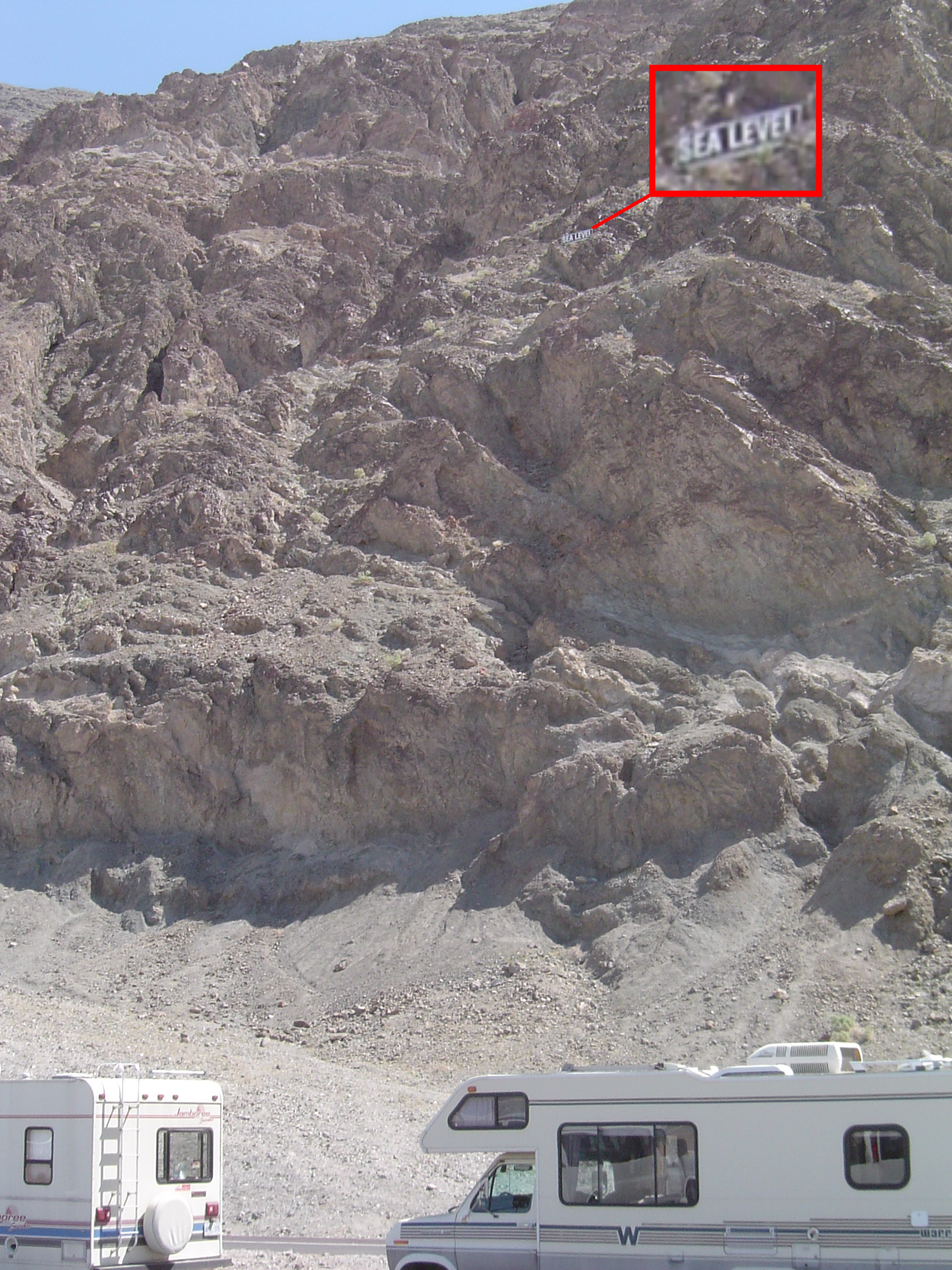
畫出「海平面」位置的岩石（紅框为该处的放大图）

## 相關書目資料
- John McKinney: California's Desert Parks: A Day Hiker's Guide （页面存档备份，存于）. Wilderness Press 2006, ISBN 0899973892, S. 54-55
- Don J. Easterbrook (Hrsg): Quaternary Geology of the United States （页面存档备份，存于）. Geological Society of America 2003, ISBN 9459205046, S.63-64

## 外部連結
- （英文）惡水盆地簡介 （页面存档备份，存于）（大英百科全書）